# Антонич Василь
Василь Антонич (прізвище при народженні Кіт або Кот; 15 травня 1878, Чертіж, Польща — 1949, Бортятин, Україна) — український греко-католицький священник, батько Богдана-Ігоря Антонича.

## Життєпис
Народився 15 травня 1879 року в селі Чертіж на Лемківщині в сільській сім'ї Антонія та Євдокії Кот (до шлюбу Гуска). Василь був третьою дитиною в сім'ї, де крім нього було ще троє дітей — Іван (мав 5 дітей), Ганна і Марія.
Родина Котів мешкала в частині села, яка в народі мала назву «Котячий замок» або «Котова гора». Як згадує внучатий племінник Б.-І. Антонича Борис Запотічний (онук Ганни Кот) «на плато високого пагорба розміщувались шість осель, у п'яти з яких проживали родини на прізвище Кіт. Звідси і назва — Котова гора. Один із будинків — власність діда Богдана-Ігора Антонича, Антона Кота. Біля підніжжя цієї гори була початкова школа …»
Василь Кот навчався в місцевій початковій школі в Чертежі, де вихованням і навчанням дітей опікувався парох о. Лев Сембратович. Продовжив навчання в Сяноцькій гімназії, яку пізніше також закінчив син Богдан-Ігор. Після матури він вивчав теологію у Львівській духовній семінарії, яку закінчив у 1906 році. Ймовірно саме під час свого навчання у Львові о. Василь отримав підстави українського національного усвідомлення, яке передав синові.
Припускають, що отець Василь Кот прийняв свячення в 1906 році в Перемишлі, коли Перемиським єпископом був Костянтин Чехович.
Зі своєю майбутньою дружиною Ольгою Волошинович (1883—1953) його познайомив її молодший брат Олександр Волошинович (1881—1971). Вона походила з давньої священичої родини, родом з Липовця і Королика Волоського.

### Життя в Бортятині
Парафію в Бортятині і сусдіньому Княжому Мості о. Василь отримав у 1927 році. Тут він сприяв будівництву нової церкви та крамниці, що існують досі, організував церковний хор, проводив громадські заходи у свята, в Шевченківські дні, дбав про освіту. Отець Василь заклад у Бортятині велику господарку, на якій працювали місцеві селяни: одні доглядали за худобою, інші — за кіньми були й женці й косарі.
Також він заклав касу взаємодопомоги і був головою каси. На доходи, які мала каса, вирішив розпочати будівництво нової мурованої церкви на місці старої дерев'яної. Разом із сільським війтом о. Василь їздив до Львова, де замовив проект храму в архітектора Василя Нагірного. Будівництво церкви Успіння Пресвятої Богородиці було завершено в 1936 році. При церкві було створено великий церковний хор.
Разом з директором школи Олексієм Кулиничем побудував нову муровану школу, у якій і до тепер навчаються бортятинські діти. А згодом збудували ще й крамницю, у якій зараз розмістилася початкова школа. Хотів також збудувати будівлю для товариства «Просвіта», проте польська влада не дозволила.
Василь Антонич-Кот був активним громадським діячем, організовував свята, вшанування роковин Т. Шевченка, дбав про освіту молоді.
Смерть єдиного сина Б.-І. Антонича в 1937 році сильно підкосила о. Василя та їмость Ольгу. В останні роки життя їхнє здоров'я погіршилось і жили в скруті.
Василь Антонич-Кот помер 1947 року і похований на цвинтарі в Бортятині, де біля нього в 1953 році поховали його дружину.

## Прізвище
При народжені о. Василь отримав прізвище Кот від свого батька Анатолія Кота. У деяких джерелах його прізвище пишеться як «Кіт». Через це триває дискусія про те, яка версія є правильною. На користь першого варіанту є той факт, що на надгробках батька і матері о. Василя, що збереглися до наших днів у селі Чертіж, вказано прізвище Кот. Натомість у спогаді про зміну прізвища гімназійний товариш і брат дружини о. Василя Олександр Волошинович подає запис латиною «Kit».
Ще одним дискусійним питанням залишається зміна прізвища на Антонич. На надгробних пам'ятниках батьків Б.-І.Антонича, о. Василя та Ольги, а також самого поета зазначено прізвище «Антонич». Проте неоднозначними для розуміння залишаються мотив та обставини.
За однією версією, яку наводить Ігор Калинець, о. Василь змінив прізвище в момент висвячення на священика, начебто, з тієї причини, що для душпастиря прізвище Кот було не надто поважним і достойним.
За іншою версією, яку в інтерв'ю висловив літературознавець Микола Ільницький Василь Кот змінив прізвище з тієї ж причини, проте за інших обставин:
|                                                          | "Коли у нього у 1909 році народився син Богдан-Ігор, батько, сільський священик Василь Кіт подумав, може, не годиться таке прізвище для дитини. Хрестив у Андрея Шептицького і сказав йому, що хотів би змінити прізвище. Шептицький запитав, яке ім’я мав батько Василя Кота. Якщо Антон, то будьте Антонич», — нарік Шептицький. Прізвище поміняла вся родина" |
| — Антонич був Котом і жив собі у мушлі // Україна Молода | |

Однак, в дійсному, Богдана-Ігорія хрестив Йоан Дуркот, парох Рихвалду.